# Daniel Kahneman
Daniel Kahneman (Tel Aviv, 5 maart 1934 – Manhattan (New York), 27 maart 2024) was een Israëlisch-Amerikaans psycholoog. Hij was een belangrijke pionier op het grensvlak van de economie en psychologie. Hij maakte in zijn publicaties korte metten met het idee van de rationeel calculerende mens die in zijn eigen voordeel handelt, en introduceerde de menselijke psyche in de economie. In 2002 won hij de Prijs van de Zweedse Rijksbank voor economie (Nobelprijs voor de Economie) voor “het integreren van psychologische inzichten met de economische wetenschap, in het bijzonder met betrekking tot het menselijk beoordelingsvermogen en de besluitvorming onder onzekerheid.” Kahneman was vanaf 1978 getrouwd met de Britse psychologe Anne Treisman.

## Levensloop
Kahneman bracht zijn kindertijd door in Parijs. In 1946 verhuisde hij met zijn ouders naar het toenmalige mandaatgebied Palestina. Hij haalde in 1954 zijn bachelordiploma in de wiskunde en psychologie aan de Hebreeuwse Universiteit van Jeruzalem. Daarna diende hij in de psychologie-afdeling van het Israëlische leger. In 1958 vertrok hij naar de Verenigde Staten, en voltooide in 1961 een Ph.D. in de psychologie aan de Universiteit van Californië - Berkeley. Hij doceerde daarna psychologie aan de Hebreeuwse Universiteit van Jeruzalem in 1961, waar hij in 1966 werd benoemd tot senior lecturer. Later werd hij hoogleraar Psychologie van openbare aangelegenheden aan de Princeton-universiteit en aan de Hebreeuwse Universiteit van Jeruzalem. Voor zijn onderzoek ontving Kahneman verschillende belangrijke prijzen, waaronder de 'Distinguished Scientific Contribution Award of the American Psychological Society’ (1982), de 'Hilgard Award for Lifetime Contribution to General Psychology' (1995) en de Prijs van de Zweedse Rijksbank voor economie in 2002. Verschillende van deze prijzen ontving hij samen met zijn collega Amos Tversky. Naast deze prijzen bezat Kahneman bij leven ten minste 10 eredoctoraten.
Kahneman overleed op 27 maart 2024 op 90-jarige leeftijd, bijna exact drie weken na zijn 90e verjaardag.

## Onderzoek
Het vroege werk van Kahneman was gericht op de visuele waarneming en aandacht. Het leidde in 1966 tot het belangrijke artikel in Science, met als titel "Pupil Diameter and Load on Memory" (Kahneman & Beatty, 1966). Hij bestudeerde daarna, sinds de jaren ’70, het belang van de context in besluitvorming. Een van de belangrijkste artikelen uit deze tijd is het artikel dat hij samen met Amos Tversky schreef in Econometrica. Voorafgaand aan deze publicatie redeneerden economen vanuit de veronderstelling dat mensen rationele besluiten nemen. Economen gingen uit van de mens als homo oeconomicus, die handelt in zijn eigen belang, en daar rationeel en calculerend over nadenkt. Kahneman toonde aan dat mensen daar op een systematische manier fouten in maken.

### Inschatting van kansen en risico’s (prospect theory)
Een voorbeeld is dat mensen ingewikkelde situaties niet goed kunnen analyseren, vooral niet als de toekomstige gevolgen onzeker zijn. Moet je bijvoorbeeld wel of niet die extra verzekering afsluiten bij het kopen van een wasmachine? De kans dat die binnen de vijf jaar kapotgaat, is klein en mocht dat toch gebeuren dan is dat geen ramp. Een droge berekening wijst uit dat een dure extra verzekering niet voordelig is. Kahneman toonde in zijn onderzoek naar de prospect theory aan dat mensen kleine kansen echter veel te hoog inschatten, met in dit geval als resultaat dat een te dure verzekering wordt afgesloten. Kahnemans alternatieve theorieën verklaren ook waarom mensen kilometers omrijden voor een paar euro korting op een kleine aankoop, maar dat niet doen voor dezelfde kleine korting op een grote aankoop.

### Referentieniveau (Anchoring and adjustment)
Kahneman wees ook op onze gevoeligheid voor veranderingen en kwam met de theorie van het referentieniveau. Een voorbeeld hiervan is dat voor huizenbezitters de huidige waarde van hun huis nauwelijks telt, omdat ze aan het referentieniveau gewend zijn. Echter, afwijkingen op dit referentieniveau wegen wel zwaar - als de waarde daalt of stijgt doordat er voor hun deur een flat wordt gebouwd of park wordt aangelegd, telt dit in de beleving zeer zwaar.

### Verliesaversie (Loss aversion)
Kahneman toonde ook aan dat mensen verliezen veel zwaarder wegen dan dat ze eenzelfde waardestijging waarderen: verliesaversie. Dat is bijvoorbeeld te zien in quizzen. Dikwijls komt er in de quiz een moment waarop mensen moeten kiezen of ze stoppen (met behoud van het bedrag), dan wel doorgaan (met de mogelijkheid het bedrag te verdubbelen of geheel te verliezen). Omdat mensen inmiddels aan het bedrag zijn gewend – het is hun referentieniveau - en het vooruitzicht te verliezen meer indruk maakt dan de kans om te winnen, zullen ze meestal stoppen. Kahnemans theorie van aversie tegen verlies verklaart het quizgedrag veel beter dan de tot dan toe bestaande theorieën. Kritiek op deze theorie is er ook. Kahneman houdt namelijk geen rekening met het gegeven dat het eerst verdiende geld meer waard is dan je laatst verdiende geld. Een vergelijkbaar effect dat Kahnemann samen met Jack Knetsch en Richard Thaler onderzocht is het schenkingseffect waarbij iemand een product meer waardeert als men het bezit dan wanneer men het niet bezit.

### Voorkeur voor de status quo
Uit onderzoek van Kahneman blijkt ook dat mensen een voorkeur hebben voor de status quo. Hij toonde dit aan met behulp van een (onbedoeld) experiment in Amerika. In de Amerikaanse staten New Jersey en Pennsylvania werd door de overheid, als onderdeel van een wetswijziging, burgers een keuze voorgelegd uit twee voertuigverzekeringen. Optie 1 was duurder maar bood meer (juridische) mogelijkheden. Optie 2 was goedkoper en bood minder mogelijkheden. Op dat moment was de bestaande verdeling tussen deze opties in beide staten ongeveer gelijk. In New Jersey werd de goedkoopste optie als standaardoptie aangeboden, met als gevolg dat 79% van de burgers hier voor koos. In Pennsylvania, waar de duurste optie als standaard werd aangeboden, koos slechts 30% tóch de goedkoopste. Dit effect speelt waarschijnlijk ook een rol bij soortgelijke keuzeprocessen, zoals bij de keuze om wel of niet orgaandonor te worden.

### Overschatting kans op specifiek geval (Conjunction fallacy)
Een vaak geciteerd geval voor deze overschatting is het volgende voorbeeld van Tversky en Kahneman:

“Linda is 31 jaar oud, vrijgezel, erg uitgesproken en slim. Ze is afgestudeerd psychologe. Als student was ze erg betrokken bij onderwerpen als discriminatie en sociale rechtvaardigheid en ze nam deel aan antinucleaire demonstraties.

Waarop is de kans groter?
1. Linda werkt bij een bank.
2. Linda werkt bij een bank en is actief in de vrouwenbeweging.

85% van de respondenten in een onderzoek koos voor optie 2. Statistisch is echter de kans dat de twee feiten over Linda samenvallen (conjunction) kleiner dan de kans dat alleen het feit 1 waar is. Mensen overschatten de kans op een specifiek geval.

### Haviken winnen vaak van duiven
Begin 2007 verscheen van de hand van Kahneman en Jonathan Renshon een artikel waarin zij uitleggen waarom, in debatten over oorlog en vrede, de argumenten van ‘haviken’ om psychologische redenen vaak overtuigender zijn dan die van ‘duiven’. Mensen zijn geneigd om bij conflicten hun eigen kracht te overschatten. Het gedrag van tegenstanders beschouwen zij als onverbeterlijk vijandig, waarbij makkelijk vergeten wordt dat zij zelf ook als vijandig worden beschouwd door de tegenstander. Zowel in huwelijks- als in internationale conflicten geloven beide partijen dat zij slechts reageren op de kwade bedoelingen van de ander.

## Invloed in Nederland en België
Verschillende onderzoekers in het Nederlandse taalgebied zijn geïnspireerd door het werk van Kahneman:
- Prof. dr. Han Bleichrodt, hoogleraar gezondheidseconomie aan de Erasmus Universiteit Rotterdam. Onderzoek naar keuzes in de zorg.
- Prof. dr. Eric van Dijk, hoogleraar Sociale Psychologie aan de Universiteit Leiden. Onderzoek naar eerlijkheid, eigenbelang en de motivationele kracht van de situatie.
- Prof. dr. Maarten Janssen, hoogleraar micro-economie aan de Erasmus Universiteit Rotterdam. Onderzoek naar theorievorming over hoe individuen zich gedragen en hoe industrieën zich organiseren.
- Prof. dr. Marcel Zeelenberg, hoogleraar Economische Psychologie aan Tilburg University. Onderzoek naar de relatie tussen emoties en gedrag.
- Prof. dr. Bent Flyvbjerg, hoogleraar technische bestuurskunde aan de Technische Universiteit Delft. Onderzoek naar de onderschatting van kosten in grote projecten.
- Prof. dr. W. Fred van Raaij, emeritus-hoogleraar Economische Psychologie aan Tilburg University. Gedragseconomische theorievorming voor de economische wetenschap.

## Selectie van publicaties
Zie voor een uitgebreide lijst.
- Kahneman D., J. Knetsch & R. Thaler (1986), Fairness and the assumptions of economics, Journal of Business 59, S285-S300.
- Kahneman D., J. Knetsch & R. Thaler (1990), Experimental tests of the endowment effect and the Coase theorem, Journal of Political Economy 98, 1325-1348.
- Kahneman D. & D. Lovallo (1993), Timid choices and bold forecasts: A cognitive perspective on risk taking, Management Science 39, 17-31.
- Kahneman, D. & A. Tversky (1972), Subjective probability: A judgment of representativeness, Cognitive Psychology 3, 430-454.
- Kahneman, D. & A. Tversky (1973), On the psychology of prediction, Psychological Review 80, 237-251.
- Kahneman, D. & A. Tversky (1979), Prospect theory: An analysis of decision under risk, Econometrica 47, 263-291.
- Kahneman, D. E. Diener and N. Schwarz (red.) Well-Being: Foundations of Hedonic Psychology New York: Russell Sage Foundation Press.
- Kahneman, D. & A. Tversky, eds. (2000), Choices, values and frames  Cambridge: Cambridge University Press.
- Kahneman, D. (2003), A perspective on judgment and choice: Mapping bounded rationality. American Psychologist, 58: 9, 2003, 697-720.
- Kahneman, D., A. B. Krueger, D. A. Schkade, N. Schwarz, A. A. Stone (2004) A Survey Method for Characterizing Daily Life Experience: The Day Reconstruction Method Science 3: Vol. 306. no. 5702, pp. 1776 – 1780.
- Kahneman, D. & J. Renshon (2007) Why Hawks Win, Foreign Policy, 158.
- Kahneman, D. (2011), "Ons feilbare denken". Amsterdam/Antwerpen: Uitgeverij Business Contact. (Engelstalige titel: Thinking, Fast and Slow)